# 메리 타일러 무어
메리 타일러 무어(Mary Tyler Moore, 1936년 12월 29일 ~ 2017년 1월 25일)는 미국의 배우이다.

## 출연 작품
- 보통 사람들
- 메리 타일러 무어 쇼